# Anne-Antoinette Champion
Anne-Antoinette Champion, épouse Diderot, née Anne Thoinette Champion le 22 février 1710 à La Ferté-Bernard dans la Sarthe et morte le 10 avril 1796 à Paris, est une bourgeoise française. 
En septembre 1743, elle épouse discrètement Denis Diderot, philosophe des Lumières, et leur unique enfant survivante est l'autrice Marie-Angélique Diderot (1753-1824).

## Biographie

### Nom
Selon son acte de baptême, Anne Thoinette Champion naît le 22 février 1710 à La Ferté-Bernard, dans la Sarthe. Elle est la fille d'Ambroise Champion, bourgeois de Paris mort avant le 6 septembre 1743, et de son épouse Marie Malville. Elle est erronément appelée Marie Anne, Anne Antoinette (comme dans les actes de baptême de ses enfants) ou Antoinette seulement. La graphie Anne Toinette (sans « h ») est celle faisant acte de foi dans plusieurs documents.

### Mariage et descendance
Anne-Antoinette Champion épouse discrètement Denis Diderot, philosophe des Lumières, le 6 septembre 1743 à l'église Saint-Pierre-aux-Bœufs de Paris. Ignace Bosson et Jacques Paillard Du Bourgueil, vicaire et sous-vicaire de la paroisse, sont les témoins du marié ; Jean Baptiste Guillot, ancien chanoine de Dole, et Gabriel Poulain, bourgeois négociant, sont les témoins d'Anne-Antoinette Champion. La nouvelle Mme Diderot signe l'acte de mariage : « A. A. Champion ». 
La famille Diderot est contre cette union, qui reste longtemps cachée. Anne-Antoinette et Denis Diderot ont plusieurs enfants : 
- Angélique (13 août 1744–mi-septembre 1744) ;
- François-Jacques Denis (27 mai 1746–30 juin 1750) ;
- Denis-Laurent (29 septembre 1750– mort en bas âge) ;
- Marie-Angélique (2 septembre 1753–5 décembre 1824).

### Fin de vie
Denis Diderot se lasse rapidement de son épouse, qui doit supporter ses infidélités jusqu'à sa mort le 31 juillet 1784. Anne-Antoinette Diderot meurt le 10 avril 1796 à Paris.